# La notte di San Lorenzo
La notte di San Lorenzo é um filme de drama italiano de 1982 dirigido e escrito por Paolo Taviani, Vittorio Taviani e Tonino Guerra. Foi selecionado como represente da Itália à edição do Oscar 1983, organizada pela Academia de Artes e Ciências Cinematográficas.

## Elenco
- Omero Antonutti - Galvano
- Margarita Lozano - Concetta
- Claudio Bigagli - Corrado
- Miriam Guidelli - Belindia
- Massimo Bonetti - Nicola
- Enrica Maria Modugno - Mara
- Sabina Vannucchi - Rosanna
- Giorgio Naddi - bispo
- Renata Zamengo
- Micol Guidelli - Cecilia
- Massimo Sarchielli - Marmugi
- Giovanni Guidelli - Marmugi Junior
- Mario Spallino - Bruno
- Paolo Hendel - Dilvo